# Yop Reggae Festival
Le YOP Reggae Festival est un événement musical annuel centré sur le reggae et le dub. Organisé sur une période de trois jours, il se tient chaque année lors du dernier week-end de septembre dans la commune de Yopougon, à Abidjan, en Côte d'Ivoire, sur le site du complexe sportif, entre les quartiers de la Selmer et du Nouveau Quartier de la SICOGI.
Cet événement, devenu un incontournable de la scène reggae ivoirienne, attire environ 15 000 festivaliers par jour,,,.

## Présentation

### Historique
En 2016, Diomandé Mamadou, un artiste comédien et chanteur passionné de reggae, a eu l'idée de créer un festival de musique reggae indépendant, sans sponsor, et axé sur l'engagement des festivaliers envers le projet, ainsi que sur la collaboration avec des associations locales partenaires,.
En un peu plus d'un mois, la première édition a été mise en place et s'est déroulée les mercredi 14 et jeudi 15 août 2016, rassemblant près de 1 000 festivaliers en deux jours et accueillant 14 artistes, dont Kingston Gangstar, Aiman Raad, Sekouba Bolomba, R-Light, Ashaman (Guadeloupe). Malgré quelques obstacles rencontrés, cette première édition a été un succès inattendu pour les organisateurs,.
Depuis la deuxième édition, le festival s'étend sur trois jours. Initialement programmé sur deux jours, puis trois jusqu'au 15 août en semaine ou le week-end selon les années, il se tient désormais la première semaine de septembre à partir de la quatrième édition,,.
Pour sa septième édition en 2023, le festival a eu lieu au complexe sportif Jesse Jackson de Yopougon Selmer, et est entièrement gratuit.

### Le site
Le Yop Reggae Festival se tient au Complexe Jesse Jackson, situé dans la commune de Yopougon, dans le District d'Abidjan.

## Programmation
La programmation du Yop Reggae Festival est diversifiée : en plus de la musique, il propose également des expositions, des espaces de discussion et de débat.
Le volet scientifique se déroule à la médiathèque de Yopougon Niangon, avec des stands de diverses associations et un vaste espace de restauration.
Les organisateurs mettent également en place une compétition pour les artistes reggae émergents. En plus des vedettes internationales, le  Yop Reggae Festival offre une large tribune aux artistes locaux les plus renommés, tels que Kajeem ou Jim Kamson.

### Tremplin  Yop Reggae Festival
Le  Yop Reggae Festival organise un concours ouvert aux artistes passionnés de reggae qui n'ont jamais été sous contrat avec un label et qui aspirent à se produire lors d'un festival. Entre 2016 et 2021, la gestion de l'événement était assurée par la structure Mediatech, mais depuis 2021, c'est l'ONG SINI Yelen, présidée par Diomandé Mamadou, également connu sous le nom d'Empereur Bassamuka, qui a pris en charge le tremplin. En 2023, le festival a lancé le Prix Yop Reggae Festival, visant à mettre en compétition de nouveaux talents pour les encourager à développer leur originalité artistique. Un jury de professionnels et le vote du public sont impliqués dans la sélection du lauréat du prix, qui bénéficie ensuite d'une offre promotionnelle pour l'année en cours. De plus, le lauréat se voit offrir une opportunité de se produire sur d'autres scènes en Afrique lors du festival. Les gagnants des éditions précédentes seront également programmés pour se produire lors de la prochaine édition du Soko Festival à Ouagadougou, au Burkina Faso.